# CLBA1
CLBA1‏ (Clathrin binding box of aftiphilin containing 1) هوَ بروتين يُشَفر بواسطة جين CLBA1 في الإنسان.